# La Plaça del Llibre
La Plaça del Llibre és una fira literària anual que a partir de 2013 se celebra al País Valencià i té com a objectiu difondre la literatura en llengua catalana. Es va iniciar per l'Associació d'Editorials del País Valencià, el Gremi de Llibrers de València, l'Associació d'Escriptors en Llengua Catalana i Acció Cultural del País Valencià. Al 2014 s'incorporà Escola Valenciana i la Fundació FULL que des d'aleshores és l'entitat que s'encarrega de la seua organització. La Plaça del Llibre se celebra en diferents edicions en les ciutats valencianes de València, Castelló de la Plana o Alacant, Gandia i Elx. Des de l'any 2014 s'hi concedeixen els premis Plaça del Llibre.